# Königseiche

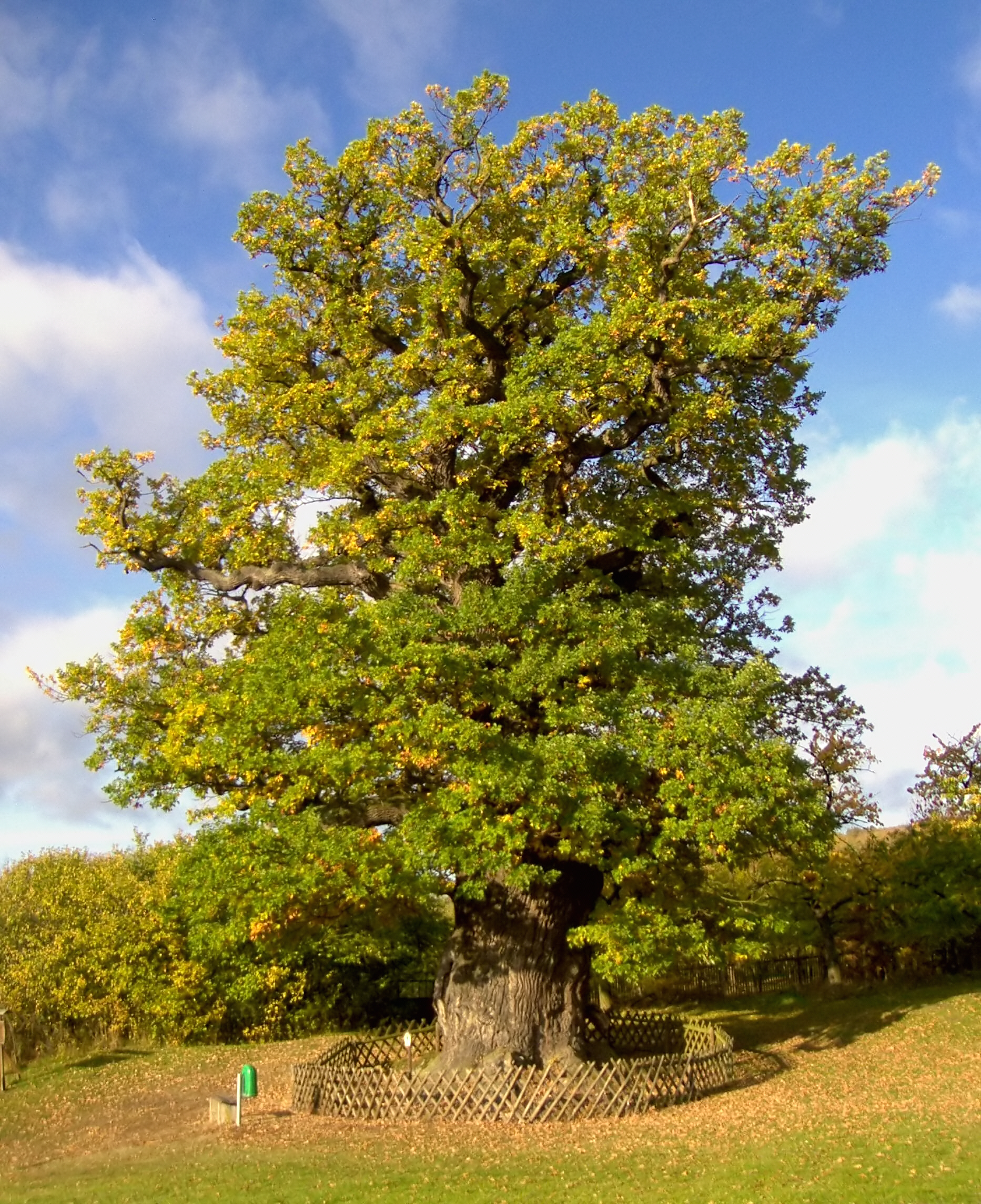
Königseiche im Oktober 2006

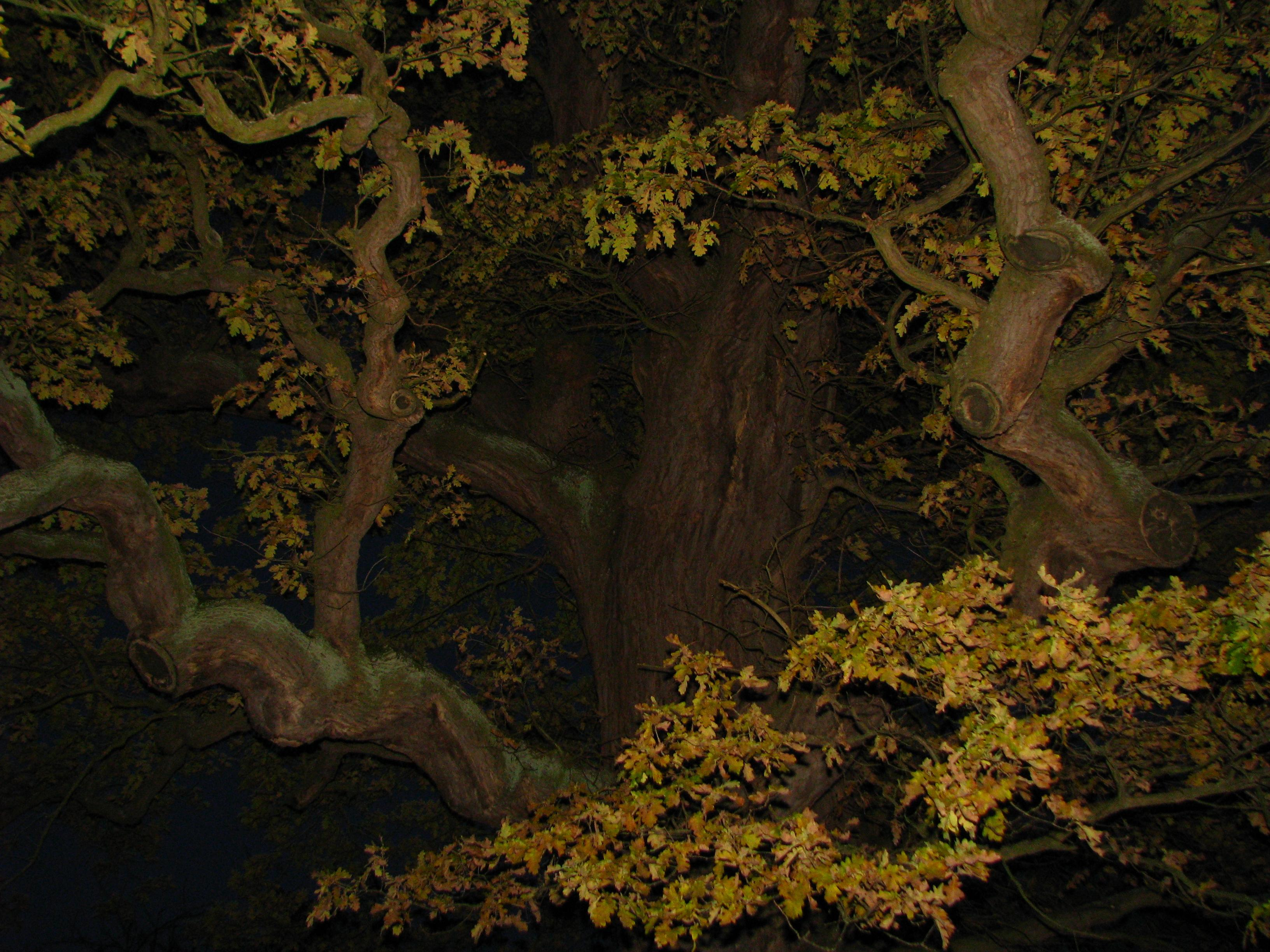
Detail der Volkenrodaer Königseiche bei Nacht

Die Königseiche (auch Dicke Eiche, Tausendjährige Eiche oder Volkenrodaer Eiche genannt) ist ein Naturdenkmal am Ortsausgang von Volkenroda, einem Ortsteil von Körner, im Unstrut-Hainich-Kreis in Thüringen. Die Stieleiche (Quercus robur) ist mehr als 600 Jahre alt und hat einen Stammumfang von etwa 9,5 Metern. Das mutmaßliche Alter der Eiche wurde durch die Entnahme von Bohrkernen am Stamm und Ringauszählungen an einem abgebrochenen Ast bestimmt. Früher wurde angenommen, dass es sich bei dem Standort der Eiche um einen alten germanischen Thingplatz handle. Die neueren Forschungen legen jedoch nahe, dass die Eiche in einem mittelalterlichen Hutewald gewachsen ist.
Heutzutage werden an der Königseiche zu Pfingsten Gottesdienste abgehalten. Sie ist Eigentum der Gemeinde Körner und wurde in den vergangenen hundert Jahren mehrmals fachgerecht saniert.

## Lage
Die Eiche steht etwa 300 Meter nordöstlich von Volkenroda, etwas südlich des Volkenroder Waldes in einer Höhe von etwa 285 Metern über Normalnull. Sie befindet sich in einem nach Süden zur Notter hin abfallenden Gelände auf Keuper-Lehm, am sogenannten Pfingstrasen, einer alten Flurbezeichnung, etwa drei Kilometer nordwestlich von Körner und zehn Kilometer nordöstlich von Mühlhausen. Die Eiche ist von einem Jägerzaun umgeben, der den Wurzelbereich vor Trittschäden der Besucher schützen soll. Südlich führt die Straße nach Obermehler, eine ehemalige Handels- und Heerstraße, an der Eiche vorbei. Auf der anderen Straßenseite befindet sich der Gasthof Deutsche Eiche.

## Geschichte

### Frühe Geschichte
Die Königseiche soll bereits im 12. Jahrhundert im Zusammenhang mit dem Kloster Volkenroda urkundlich erwähnt worden sein. Jedoch wird anhand der neuesten Altersuntersuchungen angezweifelt, ob es sich bei der genannten Eiche tatsächlich um die heutige Königseiche oder um eine Vorgängereiche gleichen Namens handelte.
Etwa 150 Meter von der Königseiche entfernt stand einst die sogenannte Teufelseiche. Diese war die weitaus ältere und mit einem Umfang von über elf Metern die stärkere der beiden Eichen. Den Namen soll sie der Sage nach im 8. Jahrhundert beim Durchzug von Bonifatius mit seinen Predigern erhalten haben, da man früher davon ausging, dass die beiden Eichen Überreste eines heidnischen Eichenhains und Thingplatzes waren. So schrieb etwa Carl Eduard Herzog von Sachsen-Coburg und Gotha, der letzte regierende Herzog von Sachsen-Coburg und Gotha, im Jahre 1903 in den Heimatblättern Aus den Coburg-Gothaischen Landen, Heft 5, über die Eichen in Volkenroda:

„Schon in grauer Vorzeit, als die Dörfer der Gegend, Konre [Körner], Melre [Obermehler], Buten [Pöthen], angelegt wurden, mag in Volkolroth [Volkenroda] ein heiliger Hain gewesen sein, darin das Germanische Heidentum seine Götterverehrung pflegte. Ein Teil des Eichenhain stand noch lange in christlicher Zeit. Da beschatteten dann die riesigen Bäume nicht mehr Opferschmaus und blutigen Opferstein, in den Zweigen hingen nicht mehr bleichende Pferdeschädel und Weihwaffen, sondern zu ihren Füßen war buntes Messeleben, Jahrmarkt und Volksfest zur Pfingstzeit.“

Heute werden sie dagegen als letzte verbliebene Bäume eines Hutewaldes aus der Blütezeit des Zisterzienserklosters Volkenroda angesehen.
Im bereits damals hohlen Stamm dieser Eiche soll Überlieferungen nach im Dreißigjährigen Krieg eine ältere Frau mit ihrer Ziege vor den umherziehenden plündernden Kriegern und Räubern Unterschlupf gefunden haben. Im Jahre 1863 schrieb der Holsteinische Forstbeamte Eduard Mielck in Die Riesen der Pflanzenwelt: „Ferner misst die bei Volckenrode im Herzogthum Gotha stehende ‚Teufelseiche‘ zwei Fuß über der Erde 29 Fuß Umkreis.“ Im Jahre 1871 wurde die Eiche vom Blitz getroffen, stürzte um und ging am 2. September 1871 bei den Friedensfeiern (Sieg über Frankreich im Deutsch-Französischen Krieg) in Flammen auf.

### Die Königseiche ersetzt die Teufelseiche

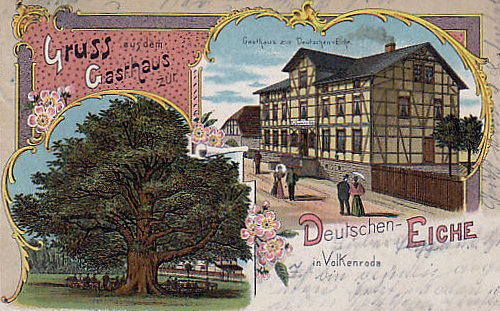
Ansichtskarte von 1904 mit der Königseiche und dem Gasthaus Deutsche Eiche

Nach dem Ende der Teufelseiche zum Ende des 19. Jahrhunderts blieb die Königseiche erhalten. Aufgrund von Wuchsform und Erhaltungszustand wurde sie als Ersatzbaum für die Teufelseiche angesehen. 1884 kam es mit dem Herausbrechen eines großen Astes, der ein 63 Zentimeter großes Astloch hinterließ, zur ersten größeren Schädigung der Krone. Das Loch war 15 Jahre später wieder überwallt und verschlossen.

### Pflegearbeiten

Ansichtskarte von 1909

Im Jahre 1903 wurden die ersten Schutzmaßnahmen an der Eiche durchgeführt. Mit Hilfe von zwei Schiffsankerketten von 14,50 Meter Länge, Ringen, Bolzen und Rundeisen hängte der Schmiedemeister Gebert vom Nachbarort Körner den längsten, in etwa zwei Meter Höhe beinahe waagerecht ausladenden Ast auf, befestigte beide Ketten an zwei eisernen Ankern mit 2,5 Zentimeter starken Rundeisen, die er um einen steil aufragenden Hauptast in etwa zwölf Meter Höhe zu dessen Sicherung legte. Von dort führten sie zum äußeren Ende des waagrechten Astes. 1955 riss die Ankerkette altersbedingt und wegen des hohen Gewichts des Astes. Dieser brach ab und hinterließ ein großes Astloch im Stamm. Die Ankerketten hingen beiderseits des steil aufragenden Astes, um den sie führten, herunter.
Im gleichen Jahr erfolgte eine umfassende Sanierung der Eiche. Am 7. April 1955 wurde der Stumpf des Astes abgesägt, die Wundstellen wurden mit Latex versiegelt und der hohle Stamm erhielt, wie damals üblich, eine Zementplombe. Die Schnittfläche des Astes ist vollkommen von Rinde überwallt, das Loch dazwischen jedoch noch sichtbar. Bei Sanierungsarbeiten im Jahre 1991 fand man in einem Aststummel eine Flasche mit einem Dokument über die Instandsetzung vom 4. Juli 1955 durch Tischlermeister Emil Haase, Siegfried Groß und Heinz Westerheyde. Das Dokument besagt, dass die Reste von abgebrochenen Ästen abgesägt und die Wundstellen mit Latex versiegelt wurden. In den 1970er Jahren wurden im Auftrag des Rat des Kreises, Sachgebiet Naturschutz, zweimal Sanierungsarbeiten durchgeführt. Hans Gerhard Zimmermann behandelte zunächst die Bruchstelle eines starken Astes. Einige Jahre später beseitigten Oskar Haase und sein Schwiegersohn die Schäden von mehreren abgebrochenen Ästen. Ab 1983 fühlte sich von staatlicher Seite aus niemand mehr für die Eiche verantwortlich. Im Juni 1989 hinterließ ein Blitz an der Nordostseite des Baumes eine Spur. Von der Kronenspitze bis zum Erdboden war ein etwa zehn Zentimeter breiter Borkenstreifen abgesprengt worden. Zunächst war kein weiterer Schaden am Baum erkennbar. Etwa drei Wochen später brach ein östlicher, vier Meter starker Hauptast ab, der einen großen Teil der Hauptkrone gebildet hatte und ebenfalls vom Blitz getroffen worden war. Dadurch ging etwa ein Drittel des Kronenvolumens verloren.

### Umfassende Sanierung 1991

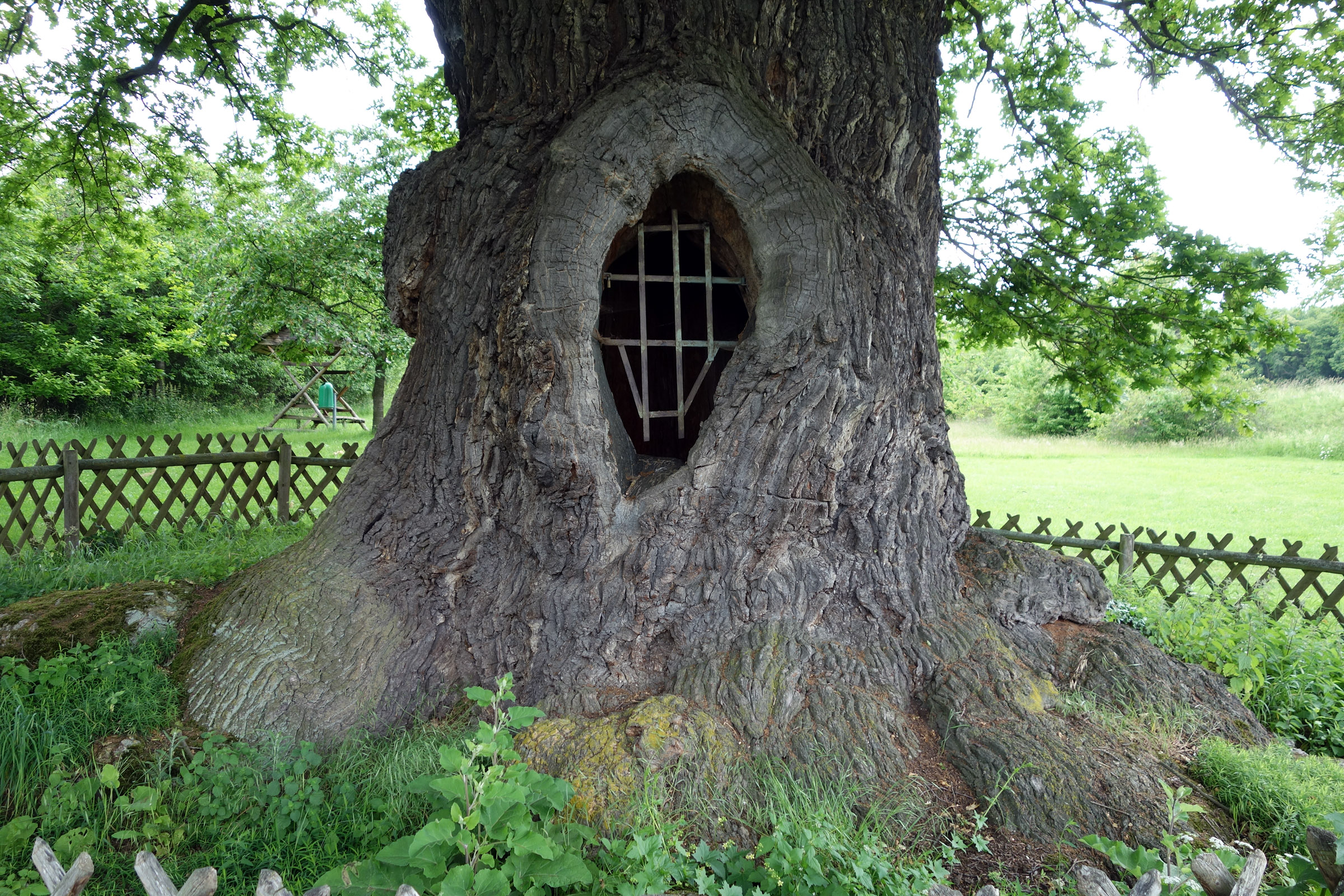
Stammansicht

Nach der Deutschen Wiedervereinigung wurden 1991 im Rahmen der Thüringenhilfe dringend notwendige Baumpflegemaßnahmen durchgeführt. Forstfachleute aus Hessen, die in der Aktion Hessen-Hilfe für Thüringen aktiv waren, stuften die Eiche als Kostbarkeit ein. Im April und Mai 1991 waren Forstwirte des Forstamts Jesberg, Schwalm-Eder-Kreis damit beschäftigt, in Zusammenarbeit mit dem Revierförster Gerhard Köhler in Volkenroda, die Eiche zu sanieren. Die Kosten übernahm die hessische Forstverwaltung. Sie beseitigten Faulstellen und verschlossen Wunden so, dass keine Bakterien oder Pilzsporen eindringen können. Das morsche und pilzbefallene Holz wurde entfernt beziehungsweise stellenweise ausgeschabt, gedexelt, der Rest geglättet und die Oberfläche mit pilztötenden Mitteln behandelt. Die Fachleute entfernten die im Jahre 1955 im hohlen Stamm eingebrachte Zementfüllung. Man hatte erkannt, dass solche Scheinplomben für den Baum eher schädlich sind, da das Holz an der Betonplombe verstärkt faulen kann. Die durch den Pilzbefall geschädigte Holzschicht im hohlen Stamm trugen sie ab. Hohle Äste schnitten sie aus, damit dort kein Wasser stehen bleiben konnte, entfernten den angefaulten Kern und verschlossen das Astloch aus dem Jahre 1955 mit Gittern. Der Stamm weist jetzt drei Öffnungen auf, eine bodennah und zwei weitere am oberen Ende. Dies führt zu einer Kaminwirkung, die das Absaugen von feuchter Luft anregt. Im Inneren des Stammes kann nun das Holz leichter abtrocknen, wodurch ein weiterer Pilzbefall erschwert wird. Die beiden Ankerketten aus dem Jahre 1903, die seit dem Astbruch 1955 lose in der Krone hingen und im oberen Teil eingewachsen waren, wurden entfernt, um die Gefahr eines erneuten Blitzeinschlags zu verringern. Wie schon im Jahre 1955 deponierten die Helfer eine Flasche mit einer Sanierungsurkunde im Baum. Die abgebrochenen starken Äste wurden in Scheiben geschnitten und als Souvenirs in der Gaststätte Deutsche Eiche verkauft. Zum Abschluss der Sanierungsarbeiten pflanzten der Forstoberamtmann Horst Siebert und Ronald Kaiser, Leiter des Umweltamtes der Mühlhäuser Kreisverwaltung, im Auftrag der Hessischen Forstverwaltung eine neue Eiche etwa 40 Meter östlich der Königseiche. Sie soll als Einheitseiche ein Denkmal für die deutsche Wiedervereinigung sein.

### Unterschutzstellung
Obwohl die Eiche zu den ältesten und dicksten Eichen in Deutschland zählt, konnte bei der Unteren Naturschutzbehörde des Landkreises kein Nachweis über eine Unterschutzstellung des Baumes gefunden werden. Dies ist bei der Größe und Bedeutung der Eiche verwunderlich. Um diesen rechtlichen Schwebezustand zu beenden, wurde am 21. Februar 2005 die Unterschutzstellung beantragt, die am 28. März 2005 in Kraft trat. Seitdem gilt der Baum als Naturdenkmal. Künftig trägt die Naturschutzbehörde des Landkreises die Kosten für die Beseitigung von Schäden an der Eiche. Der Baum wird zweimal im Jahr, im Winter und wenn er Blätter trägt, von der Behörde begutachtet. Schädigungen der Eiche können mit Geldstrafen bis zu 50.000 Euro geahndet werden.

## Beschreibung

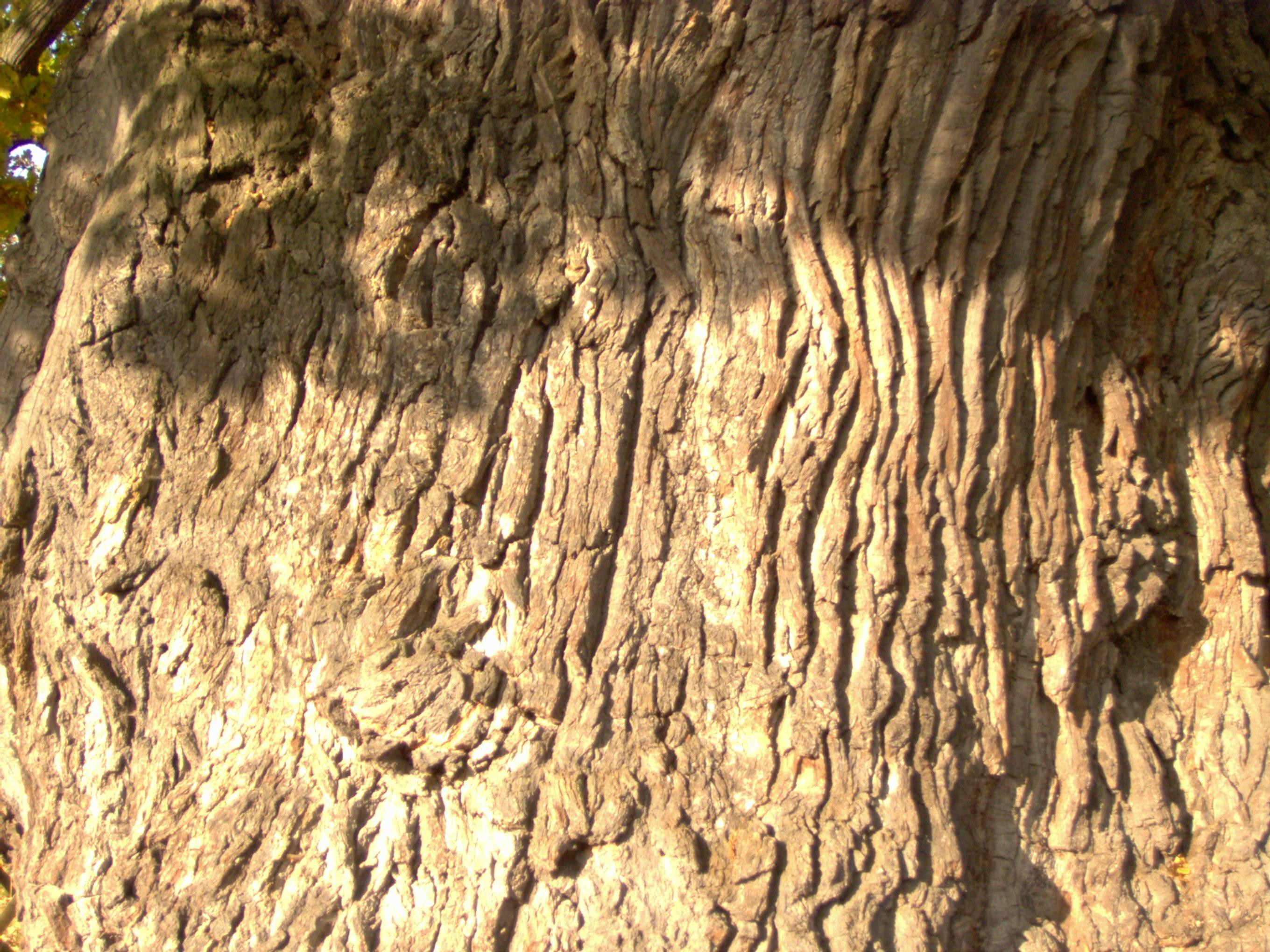
Borke der Königseiche

Wie die Königseiche zu ihrem Namen kam, ist nicht bekannt. Der Name soll der Erzählung nach von dem majestätischen Wuchs in früheren Jahren, als sie wie ein König auf einem Wiesenrain stand, herkommen. Sie war tief beastet mit einer breiten Krone und den Merkmalen einer frei aufgewachsenen Hutewaldeiche, deren Früchte zur Mast des Weideviehs genutzt wurden. Sie zeigt die für Stieleichen typischen Merkmale. Der Stammfuß ist wulstig und breit, die Borke am Stamm tief gefurcht, die Äste der Krone sind knorrig und verdreht. Die Borke ist selbst im oberen Kronenbereich noch tief gefurcht, was nur bei sehr alten Eichen vorkommt. Bisher galt die Eiche als Rest eines frühgeschichtlichen Eichenhains und als eine Stätte, an der nach germanischem Recht Volks- und Gerichtsversammlungen, sogenannte Thing, abgehalten wurden. Gründliche Altersbestimmungen in den letzten Jahren und eine gut dokumentierte Entwicklung der Eiche machen eine neue historische Einordnung möglich. Sie wird jetzt als einziger verbliebener Baum des Hutewaldes aus der Blütezeit des Zisterzienserklosters Volkenroda angesehen.
Die Eiche ist etwa 23 Meter hoch bei einem Kronendurchmesser von etwa 16 Metern. Die Krone kommt ohne jegliche Kronensicherung aus. Die Spitze des Baumes ist zerzaust, einige starke Äste sind, vor allem im unteren Kronenbereich, herausgebrochen oder gestutzt. Dadurch wirkt die Krone asymmetrisch. Der Baum ist vermutlich schon seit Jahrhunderten Wind und Sturm voll ausgesetzt. Einige der ausgebrochenen Äste hinterließen Löcher im Stamm, die teilweise wieder vollständig zugewachsen sind. Das Loch, das 1955 beim Herausbrechen des größten Astes entstand, ist mit einem Eisengitter verschlossen. Der Stamm ist völlig hohl, aber noch geschlossen. Die Eiche macht einen sehr vitalen Eindruck. Das Deutsche Baumarchiv zählt sie zu den national bedeutsamen Bäumen (NBB), wobei der Stammumfang in einem Meter Höhe als wichtigstes Auswahlkriterium dient.
Bei der Eiche steht eine Informationstafel aus Holz mit folgender Inschrift:
| Königseiche Alter: 900–1200 Jahre Umfang: 9,30 Meter Sanierung Mai 1991 Durchmesser: 3,00 Meter |

### Veranstaltungen und Gottesdienste
Die Eiche am sogenannten Pfingstrasen war in früheren Jahren Mittelpunkt vieler Veranstaltungen und Feste. Bis 1945 fanden unter der Eiche an Wochenenden und an Pfingsten Feiern statt. Auch nach dem Zweiten Weltkrieg richtete die Gastwirtschaft Deutsche Eiche auf der gegenüberliegenden Straßenseite an Wochenenden zahlreiche Feste mit einer Musikkapelle unter der Eiche aus. So fand am ersten Sonntag im August 1991 beispielsweise ein Familiennachmittag mit über 400 Gästen mit Musik statt. Am 16. August 1991 feierte man erstmals einen ökumenischen Gottesdienst mit einigen hundert Teilnehmern unter der Königseiche. Am Himmelfahrtstag 1992 hielt der Pfarrer von Körner in Fortsetzung der bis 1945 bestehenden Tradition unter der Eiche für etwa 600 Gläubige einen Gottesdienst, der seitdem jährlich wiederholt wird.

### Stammdurchmesser
| 1821 | 5,65 m | ––      |
| 1831 | 6,90 m | 12,5 cm |
| 1841 | 6,99 m | 0,9 cm  |
| 1851 | 7,23 m | 2,4 cm  |
| 1881 | 7,87 m | 2,1 cm  |
| 1901 | 8,10 m | 1,2 cm  |
| 1921 | 8,40 m | 1,5 cm  |
| 1941 | 8,78 m | 1,9 cm  |
| 2001 | 9,50 m | 1,2 cm  |

Das Dickenwachstum der Eiche ist sehr gut dokumentiert. Seit 1821 wurde der Stamm in 1,7 Meter Höhe, der sogenannten Mannshöhe regelmäßig vermessen. Scharf hat diese Werte 1923 aus alten Forstunterlagen zusammengetragen, die Engel 1942 ergänzte. Der erste Wert aus dem Jahre 1821 mit 5,65 Meter Stammumfang ist im Vergleich zu den späteren Messungen deutlich zu niedrig, sonst hätte der Umfang in zehn Jahren um 1,25 Meter zugenommen. Hans-Jürgen Tillich, der in den 1990er Jahren versuchte, das Alter mit verschiedenen Methoden zu bestimmen, vermutet deshalb, dass die erste Messung fehlerhaft war. Bei den Messungen in Leipziger Zoll ist es wohl zu einem Umrechnungs- oder Abschreibefehler gekommen. Für weitere Untersuchungen wurde dieser Wert daher nicht berücksichtigt. 1831 betrug der Stammumfang 6,90, 2001 9,50 Meter. In 170 Jahren hat der Stammumfang um 2,60 Meter zugenommen, was einem jährlichen Zuwachs von etwa 1,53 Zentimetern entspricht. Die Königseiche ist in den letzten knapp 200 Jahren etwas langsamer gewachsen als die meisten ihrer Art mit vergleichbarer Größe, bei denen die jährliche Umfangszunahme bei etwa 1,8 Zentimetern bis 2 Zentimetern liegt.
Die Messungen seit 1821 zeigen, dass das Dickenwachstum der Eiche Schwankungen unterworfen ist. So wuchs sie zwischen 1841 und 1851 jährlich 2,4 Zentimeter, in den vorherigen zehn Jahren, 1831 bis 1841, jedoch nur 0,9 Zentimeter. Diese zeitweiligen Wachstumsschübe lassen sich teilweise damit erklären, dass in bestimmten Phasen nicht nur das eigentliche Kambium wächst, sondern auch das Rindenkambium (Phellem) am Dickenwachstum beteiligt ist. Dadurch reißt die äußere Borke auf.
Der Baum wurde in den letzten Jahren auf verschiedenen Höhen gemessen. Das Deutsche Baumarchiv gab im Jahre 2002 an der Stelle des geringsten Durchmessers (Taille), noch unterhalb des Astloches, das 1955 durch das Herausbrechen des ehemals stärksten Astes entstand, einen Umfang von 9,51 und im Jahre 1995 in einem Meter Höhe von 9,70 Metern an. Die Eiche zählt damit zu den zehn stärksten natürlich gewachsenen einstämmigen Eichen in Deutschland. Der Forstwissenschaftler Hans Joachim Fröhlich gab für das Jahr 1994 in 1,3 Meter Höhe, der Stelle des sogenannten Brusthöhendurchmessers (BHD), einen Umfang von 9,90 Metern an. Bei der Unteren Naturschutzbehörde ist 2005 für die gleiche Messhöhe ebenfalls ein Umfang von 9,90 Metern vermerkt. Anette Lenzing gab 2005 in Gerichtslinden und Thingplätze in Deutschland, ebenfalls auf Brusthöhe gemessen, einen Umfang von 10,00 Metern an. Greatoaks, eine Zusammenstellung von Jeroen Philippona und Jeroen Pater über die größten Eichen in Europa gibt einen Brusthöhenumfang von 9,60 Metern an.

### Alter
Da im Zentrum des Stammes das älteste Holz fehlt, ist weder eine komplette Jahresringzählung, beispielsweise mit Hilfe einer Bohrkernentnahme oder durch eine Bohrwiderstandsmessung mittels Resistograph noch eine Altersbestimmung über den Gehalt an radioaktivem Kohlenstoff (Radiokohlenstoffdatierung, auch 14C-Datierung genannt) möglich. Das Alter der Eiche kann deswegen anhand verschiedener Methoden nur annähernd bestimmt werden.

#### Verschiedene Altersangaben

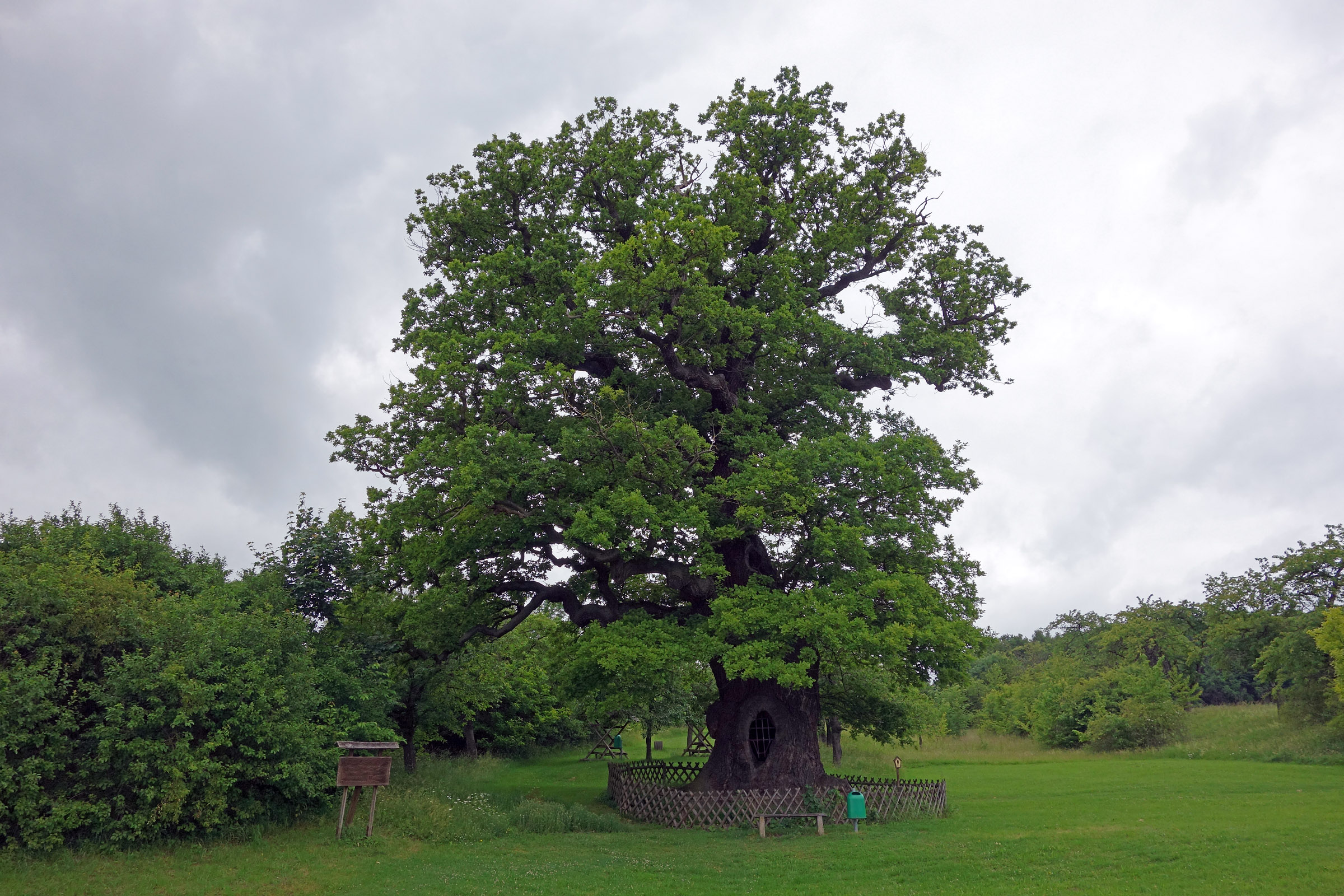
Ansicht von Süden

Zum Alter der Eiche gibt es unterschiedliche Angaben in der Literatur. Ein großer Teil gibt zwischen 800 und 1200 Jahre an, ein kleinerer etwa 600 Jahre. Die höheren Altersangaben basieren auf der Annahme, dass es sich bei der im 12. Jahrhundert urkundlich erstmals erwähnten Königseiche um dieselbe Eiche wie die heutige handelt. Dies ist jedoch nicht gesichert. Vielmehr dürften diese Altersangaben nach den Forschungen von Hans-Jürgen Tillich zu hoch angesetzt sein. Die niedrigeren Altersangaben andererseits berücksichtigen nicht den Geschichtsbezug, sondern beziehen sich hauptsächlich auf Untersuchungen an der Eiche durch Hans-Jürgen Tillich Ende des 20. Jahrhunderts und die Zunahme des Umfangs in den letzten knapp 200 Jahren.
In Gerichtslinden und Thingplätze in Deutschland wurde das Alter 2005 mit etwa 900 Jahren angegeben. Hans Joachim Fröhlich nahm 1994 ein Alter von etwa 1000 Jahren an. Die Informationstafel bei der Eiche nennt ein Alter von 900 bis 1200 Jahren. Bei der Naturschutzbehörde wird die Eiche mit einem Alter von über 600 Jahren gelistet. Das Deutsche Baumarchiv schätzte das Alter der Eiche im Jahr 2009 anhand der dokumentierten Umfangsmessungen aus den Jahren 1831 bis zur Messung 2001 auf 450 bis 620 Jahre, wobei ein jährlicher Umfangszuwachs von 1,53 Zentimetern zugrunde gelegt wurde. Scharf gab bereits im Jahre 1923 in der Zeitschrift für Forst- und Jagdwesen ein geschätztes Alter von 500 Jahren an, basierend auf einer 30-jährigen Umfangszuwachsrate. Engel versuchte im Jahre 1942, das Alter der Eiche aus dem Zeitraum 1841 bis 1941 unter Berücksichtigung der Umfangsmessungen von Scharf zu bestimmen. In hundert Jahren nahm der Stammumfang um 1,79 Meter zu, was einen errechneten Radiuszuwachs von 28,5 Zentimetern beziehungsweise eine mittlere Jahresringbreite von 2,85 Millimetern ergibt. Da die Borke jedoch mit in die Berechnung einfloss, ist dieser Wert etwas verfälscht. Nimmt man den mittleren Jahreszuwachs von 1841 bis 1941 für die gesamte Lebensdauer an, hätte die Eiche im Jahre 1941 laut Engel ein Alter von 491 Jahren gehabt. Die Altersangaben von Scharf, Engel und dem Deutschen Baumarchiv, die anhand überlieferter Umfangsmessungen ermittelt wurden, decken sich annähernd mit der wissenschaftlichen Untersuchung von Hans-Jürgen Tillich im Jahre 1995. 2003 wurden weitere Altersuntersuchungen durchgeführt. Ein Forstingenieur versuchte das Alter der Eiche mit einfacheren Methoden als Hans-Jürgen Tillich zu bestimmen und schätzte es auf 900 Jahre.

#### Altersbestimmung durch Hans-Jürgen Tillich
Hans-Jürgen Tillich untersuchte das Alter der Eiche mit verschiedenen Methoden. An dem durch Blitzschlag abgebrochenen Ast führte er im Herbst 1989 Jahresringmessungen durch, wobei er den Ast in Stücke von einem Meter Länge zersägte. Der stammnächste Schnitt, der vollholzig war, hatte einen Umfang von vier Metern bei einem leicht ovalen Querschnitt. Der Radius der Schnittfläche betrug 64 Zentimeter, wobei etwa fünf Zentimeter auf die Borke entfielen. Es blieben 59 Zentimeter, auf die sich die Jahresringe verteilten. Deren Auszählung ergab ein Alter von 320 Jahren für den Ast. Jedoch ist nicht bekannt, wann der Baum diesen Ast gebildet hatte. Ein dekadenweises Profil der Jahresringbreiten ergab, dass das Dickenwachstum des Astes in den ersten 80 Jahren mit durchschnittlich 2,78 Zentimeter pro Jahrzehnt deutlich stärker war als in der folgenden Zeit. Nach dem achtzigsten Lebensjahr des untersuchten Astes hat sich das Wachstum auf einen Durchschnittswert von 1,53 Zentimetern pro Jahrzehnt eingependelt. Das durchschnittliche Wachstum des Astes auf den 9,42 Meter im Umfang messenden Stamm übertragen, ergab ein Alter von 928 Jahren. Diese Altersangabe ist jedoch laut Tillich zweifelhaft, da es grundsätzlich nicht gerechtfertigt ist, das Wachstum eines Astes im gleichen Verhältnis auf den Stamm zu übertragen.
Ein weiterer Schritt der Altersbestimmung war die Beschaffung eines Zuwachsbohrers mit Unterstützung des Revierförsters G. Köhler aus Volkenroda. Am 2. Juli 1992 wurden damit drei Bohrkerne am Stamm in Brusthöhe bis zum Hohlraum im Stamminneren gezogen. Ein Kern stammte von der Südostseite, einer von der Nordseite und einer von der Nordostseite, direkt auf der Blitzspur. Von allen drei Kernen wurde mit Hilfe einer starken Rasierklinge etwa ein Drittel des Durchmessers der Länge nach abgetragen. Durch die Orientierung der Kerne zueinander entstand ein exakter Holz-Querschnitt, auf dem die Jahresringe gut erkennbar waren. Mit dem Zeichenarm eines Stereomikroskops wurden originalgetreue Zeichnungen angefertigt. Dadurch konnte jeder einzelne Jahresring genau ausgemessen werden. Bedingt durch die Präparierung der Bohrkerne waren die äußersten drei bis fünf Jahresringe zerfallen und konnten nicht berücksichtigt werden. Am ersten Bohrkern konnten 63, am zweiten 43 und am dritten 41 Jahresringe sicher ausgewertet werden. Dies betraf nur den äußersten Stammteil, da das Innere nicht mehr vorhanden war. Auffallend ist, dass der durchschnittliche Zuwachs pro Jahr, bezogen auf den Stammquerschnitt, nicht überall gleich war. Die Zuwachsraten waren zudem deutlich stärker als die am abgebrochenen Ast ermittelten. Die mittlere jährliche Zuwachsrate, die sich aus dem Durchschnitt aller Jahresringe der drei Bohrkerne ergab, betrug 2,3 Millimeter. Dies entspricht einer jährlichen Umfangszunahme von 1,44 Zentimetern. Legt man den Radius des Stammes mit 1,50 Metern abzüglich der Borke mit acht Zentimetern und die mittlere Jahresringbreite von 2,3 Millimetern zugrunde, kommt man auf ein Alter von 617 Jahren. Dieser Wert träfe aber nur zu, wenn ein lebenslanger linearer Zuwachs vorgelegen hätte. Die Jahresringmessungen am ausgebrochenen Ast und Untersuchungen an anderen Eichen ergaben, dass in den ersten 80 bis 100 Lebensjahren ein deutlich stärkeres Dickenwachstum bestand. Die Wachstumskurve war somit anfangs relativ steil und pendelte sich dann auf einen relativ linearen Verlauf ein. Unter Berücksichtigung dieser Umstände ist für die Königseiche im Jahr 2010 ein Alter von etwa 600 Jahren anzusetzen. Alle seit 1831 überlieferten Messwerte liegen sehr nahe oder genau auf den ermittelten Werten.